# الفرقة (العرش)

تعديل مصدري - تعديل

الفرقة هي إحدى قرى عزلة العرش بمديرية العرش التابعة لمحافظة البيضاء، بلغ تعداد سكانها 153 نسمة حسب تعداد اليمن لعام 2004.